# Nationalité danoise

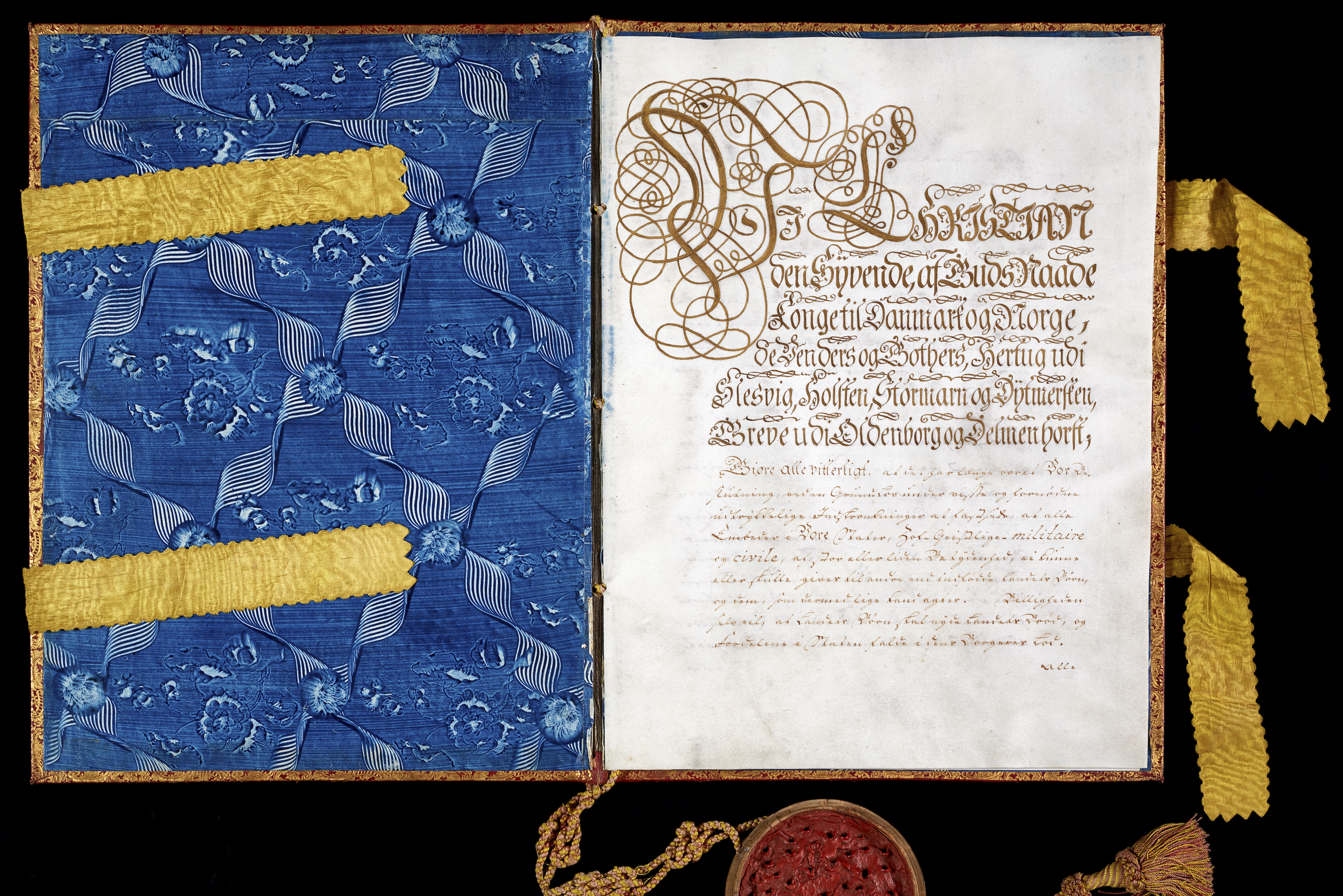
Loi sur la citoyenneté danoise

La nationalité danoise est mentionnée dans la Constitution du Danemark §44, article 1 : « Aucun étranger ne peut acquérir la nationalité danoise qu'en vertu d'une loi. ».

## Acquisition
La procédure quant à l'acquisition est décrite dans la loi sur l'acquisition de la nationalité danoise. Il est défini qu'un enfant obtient la nationalité danoise si soit le père, soit la mère est de nationalité danoise. Il est indifférent que l'enfant soit né au Danemark ou à l'étranger. Cependant, l'enfant ne reçoit pas la nationalité danoise si seul le père est danois et qu'il n'est pas marié à la mère de l'enfant. Les enfants adoptés avant 12 ans par des parents danois obtiennent par défaut la nationalité danoise.
Les populations du Groenland et des Iles Féroé obtiennent automatiquement la nationalité danoise, ces territoires faisant partie du Royaume du Danemark.
Une personne étrangère peut également obtenir la nationalité danoise "via la loi", comme écrit dans la constitution. Il s'agit de l'acquisition de la nationalité danoise par naturalisation. Si une personne acquiert la nationalité par naturalisation, ses enfants de moins de 18 ans obtiennent également la nationalité danoise ; bien que cela ne soit pas mentionné dans la loi.
Il faut remplir une série de conditions afin d'être naturalisé danois :
- Avoir une résidence permanente au Danemark.
- Résider au Danemark depuis 9 ans sans interruption (pas d'absence supérieure à 14 jours), sauf en cas de circonstances spéciales (formation, maladie d'un proche). (8 ans pour les personnes apatrides ou ayant le statut de réfugié).
- Chaque année de mariage avec un danois réduit cette durée d'un an. La réduction maximum est de 3 années.
- Si une personne est mariée avec un Danois travaillant à l'étranger pour des intérêts danois, alors ces années de mariage sont considérées comme des années de résidence au Danemark.

Les compétences en langue danoise, les éventuelles peines purgées et les dettes accumulées sont également analysées lors de la demande de naturalisation.
Les personnes âgées de 18 à 23 ans issues des pays nordiques ayant résidé au Danemark pendant au moins 7 ans ont la possibilité d'obtenir la nationalité danoise.

## Perte
Si un Danois né à l'étranger n'a jamais résidé au Danemark, il perd automatiquement sa nationalité à 22 ans sauf dans le cas où il deviendrait alors apatride. Il est cependant possible d'introduire une demande afin de la conserver.
Une personne peut perdre sa nationalité danoise dans le cas où il aurait commis :
- un crime compromettant l'indépendance ou la sécurité du pays
- un crime contre la constitution et les autorités suprêmes
- des actes de terrorisme.

## Double nationalité
Le Danemark reconnaît la double citoyenneté après le 15 septembre 2015. Mais il y a des exceptions. Si l’un des parents est danois et l'autre étranger, alors l’enfant peut dans ce cas acquérir les citoyennetés à la naissance. Si l'enfant est né à l'étranger, il peut perdre la nationalité à l'âge de la majorité danoise donc 22. Si la famille a vécu au Danemark pendant une période, l’enfant peut préserver la citoyenneté danoise après l'âge de 22 ans. Le 18 décembre 2014 la loi Indføtsretslov, qui permet d’avoir la double citoyenneté a été adopté par le Parlement.